# Aljoša Crnovič
Aljoša Crnovič (* 16. April 1999 in Jesenice) ist ein slowenischer Eishockeyspieler, der seit November 2021 beim HK Olimpija unter Vertrag steht und mit dem Klub in der Österreichischen Eishockeyliga spielt.

## Karriere
Aljoša Crnovič begann seine Karriere in der Jugendabteilung des HK MK Bled, für den er in der slowenischen U18-Liga und der österreichischen Erste Bank Juniors League spielte. 2015 wechselte er in seine Geburtsstadt zum HD mladi Jesenice, für den er ebenfalls im Jugendbereich, seit 2016 in der Erste Bank Young Stars League spielte. In der Spielzeit 2017/18 debütierte er beim HDD Jesenice in der slowenischen Eishockeyliga, die er mit dem Klub 2018 und 2021 gewinnen konnte. 2021 gelang auch der Sieg im nationalen Pokalwettbewerb. Ab 2018 spielte er mit dem Klub zudem in der Alps Hockey League. Im November 2021 wechselte er zum HK Olimpija nach Ljubljana. Mit dem Hauptstadtklub spielt er seither in der Österreichischen Eishockey-Liga. 2022 und 2023 gewann er mit Olimpija erneut das Double aus slowenischer Meisterschaft und Pokal und 2024 ein weiteres Mal die Meisterschaft.

### International
Für Slowenien nahm Crnovič im Juniorenbereich an der U20-Weltmeisterschaft der Division I 2019 teil und stieg mit der Mannschaft von der B- in die A-Gruppe auf. 
Im Seniorenbereich stand er erstmals im Aufgebot seines Landes bei den Olympiaqualifikationsturnieren für die Winterspiele 2022 in Peking. Zudem vertrat er seine Farben bei der Weltmeisterschaft der Division I 2022, als der Aufstieg in die Top-Division gelang. Dort spielte er bei der Weltmeisterschaft 2023. Nach dem umgehenden Abstieg spielte er 2024 wieder in der Division I.

## Erfolge und Auszeichnungen
- 2018 Slowenischer Meister mit dem HDD Jesenice
- 2021 Slowenischer Meister und Pokalsieger mit dem HDD Jesenice
- 2022 Slowenischer Meister und Pokalsieger mit dem HK Olimpija
- 2023 Slowenischer Meister und Pokalsieger mit dem HK Olimpija
- 2024 Slowenischer Meister mit dem HK Olimpija

### International
- 2019 Aufstieg in die Division I, Gruppe A, bei der U20-Weltmeisterschaft der Division I, Gruppe B
- 2022 Aufstieg in die Top-Division bei der Weltmeisterschaft der Division I, Gruppe A